# Benzaldeide deidrogenasi (NAD+)
La benzaldeide deidrogenasi (NAD+) è un enzima appartenente alla classe delle ossidoreduttasi, che catalizza la seguente reazione:
benzaldeide + NAD+ + H2O ⇄ benzoato + NADH + 2 H+